# Добленский уезд
Митавский (Добленский) уезд (латыш. Dobeles apriņķis, нем. Kreis Doblen) — административная единица Курляндской губернии в 1819—1918 годах, затем в составе Латвии до 1920 года. С 1920 года вошёл в состав Елгавского уезда. Административный центр — Митава.

## История
Добленский уезд был основан в 1819 году в результате административной реформы, переформировавшей Добленское гауптманство в уезд. В конце XIX века центр уезда был перенесен в Митаву, а уезд переименован в Митавский. В 1918 году Митавский уезд вошёл в состав Латвии. В 1920 году переименован в Елгавский уезд.

## Население
По переписи 1897 года население уезда составляло 101 310 человек, в том числе в Митаве — 35 131 жит., в безуездном городе Доблен — 1694 жит.

### Национальный состав
Национальный состав по переписи 1897 года:
- латыши — 77 815 чел. (76,8 %),
- немцы — 11 104 чел. (11,0 %),
- русские —  4852 чел. (4,8 %),
- евреи — 4042 чел. (4,0 %),
- литовцы — 1244 чел. (1,2 %),

## Административное деление
В 1913 году в уезде было 33 волости: 
| - Александерсгофская, - Альт-Бергфридская, - Анненбургская, - Ауермюндская, - Берсгофская, - Бранденбургская, - Вильценская, - Вольгунтская, - Вюрцауская, - Гаррозенская, - Гофцумбергская, | - Гренцгофская, - Грингофская, - Грос-Вюрцауская, - Грос-Платонская, - Грос-Сессауская, - Добленская, - Жукстская, - Кальнцемская, - Ливен-Берзенская, - Наудитенская, - Ней-Бергфридская, | - Платонская, - Панкельгофская, - Паульсгнадская, - Пенауская, - Петергофская, - Тетельмюндская, - Фокенгофская, - Цинельгофская, - Шведгофская, - Эллейская, - Якобсгофская. |